# Medio soberano (moneda)
El medio soberano es una moneda de oro británica denominada como la mitad de una libra esterlina. Emitida por primera vez en su forma actual en 1817, ha sido acuñada por la Real Casa de la Moneda del Reino Unido (Royal Mint) en la mayoría de los años desde 1980 como pieza de colección y de inversión en oro.
El medio soberano y el soberano fueron introducidos originalmente en 1544 (durante el reinado de Enrique VIII) pero su emisión fue interrumpida después de 1604. En 1817, como parte de la Gran Recuñación, los medios soberanos y los soberanos fueron reintroducidos. Hasta que se dejó de acuñar como moneda de curso legal en 1926, el medio soberano se acuñó en la mayoría de los años y circuló ampliamente. Además de ser acuñado en Londres, se acuñó en las casas de moneda coloniales en Australia y Sudáfrica. Los exigentes estándares hicieron que fuera difícil de acuñar, y se consideró su eliminación en la década de 1880 a pesar de su popularidad.
La producción de medios soberanos continuó hasta 1926 y, aparte de emisiones especiales para años de coronación, se suspendió hasta 1980. Desde entonces, se ha acuñado para su venta por la Real Casa de la Moneda, aunque no circula. Además del retrato del monarca reinante, la moneda presenta en la mayoría de los años una imagen de San Jorge y el dragón, diseñada por Benito Pistrucci, que se utilizó por primera vez en el soberano en 1817 y en el medio soberano en 1893.

## Moneda inglesa (1544-1604)
Enrique VII (r. 1485-1509) revitalizó la economía de Inglaterra tras la guerra de las Dos Rosas. En 1489, introdujo la moneda de oro soberano, a la que valoró en veinte chelines. Antes de la nueva denominación, las únicas monedas de oro que se emitían eran ángeles y medios ángeles.
Enrique VII dejó un gran tesoro —el equivalente moderno de unos 375 M£— a su sucesor Enrique VIII (r. 1509-1547). La riqueza heredada se disipó debido al estilo de vida extravagante de Enrique VIII y los gastos de guerra necesarios para mantener una reclamación sobre Francia. Estos gastos llevaron a una devaluación repetida de la moneda durante el reinado de Enrique.
El medio soberano fue introducido como parte de la tercera emisión de monedas de Enrique, en 1544, devaluando aún más la moneda. La moneda muestra a un Enrique coronado sentado en su trono de Estado, sosteniendo su orbe y cetro en el anverso, mientras que el reverso presenta un escudo real que contiene los escudos de Francia e Inglaterra, apoyado por un león y un dragón. Los títulos de Enrique como rey rodean los diseños en ambos lados, y HR (en latín: Henricus Rex, lit. 'Enrique el Rey') aparece en la parte inferior del diseño del reverso. 
La nueva moneda continuó acuñándose durante el reinado del hijo y sucesor de Enrique, Eduardo VI (r. 1547-1553), inicialmente con los diseños del reinado anterior, y más tarde con una representación de Eduardo sentado en el trono de Estado.
El medio soberano fue acuñado de nuevo bajo el reinado de Jacobo I (r. 1603-1625 en Inglaterra) a partir de 1603, y presenta un retrato del rey en el anverso, y un escudo coronado en el reverso. El escudo de armas que aparece en la moneda de Jacobo I presenta los leones de Inglaterra en el primer cuadrante, el de Escocia en el segundo, el arpa de Irlanda en el tercer cuadrante y las flores de lis de Francia en el cuarto. La leyenda en la moneda proclama a Jacobo rey de Inglaterra, Escocia, Irlanda y Francia, mientras que la leyenda del reverso dice «EXVRGAT DEVS DISSIPENTVR INIMICI», que se traduce como «Que se levante Dios, que sean dispersados sus enemigos» del Salmo 68:1. Las letras I y R, por IACOBIS REX (Jacobo el Rey) flanquean el escudo. Estos medios soberanos solo se emitieron en cantidades muy pequeñas. En 1604, Jacobo I redujo el peso de la moneda de oro, y renombró a los soberanos y medios soberanos como unidos y medios unidos, en honor a su unificación de los dos reinos en la isla de Gran Bretaña. El medio soberano renombrado fue posteriormente reemplazado por el medio guinea.

## Moneda británica (de 1817 a la actualidad)

### Origen
Durante las guerras napoleónicas, grandes cantidades de oro abandonaron Gran Bretaña, y se utilizaron guineas desgastadas y billetes de banco como moneda. Tras la derrota final de Napoleón en la batalla de Waterloo (1815), el Parlamento, mediante la Ley de Acuñación de 1816, situó oficialmente a Gran Bretaña en el patrón oro, definiendo la libra como una cantidad determinada de oro. Casi todos los oradores en el debate parlamentario apoyaron la idea de tener una moneda valorada en veinte chelines, en lugar de continuar usando la guinea, valorada en veintiún chelines. Una de las razones para la introducción de la moneda de oro basada en el soberano era que su valor, igual a una libra esterlina, era más conveniente que la guinea. Sin embargo, la Ley de Acuñación no especificaba qué monedas debería acuñar la Casa de la Moneda.
Un comité del Consejo Privado recomendó la emisión de monedas de oro de diez chelines, veinte chelines, dos libras y cinco libras, y esto fue aceptado por Jorge, príncipe regente, el 3 de agosto de 1816. La moneda de veinte chelines fue denominada soberano, con la resurrección del antiguo nombre posiblemente promovida por anticuarios con intereses numismáticos. El soberano moderno, con el conocido diseño del escultor italiano Benedetto Pistrucci, de San Jorge matando al dragón, fue proclamado como moneda en 1817, y la acuñación comenzó más tarde ese año. El nuevo medio soberano, en cambio, llevaba un diseño inverso que representaba un escudo, grabado por Guillermo Wyon, posiblemente basado en un diseño de Pistrucci, aunque el erudito numismático, Howard Linecar, afirmó que Wyon también fue responsable del modelado.

El escudo era una nueva versión de las armas reales, portando las armas cuarteladas de Inglaterra, Escocia e Irlanda, con las armas de Hanóver coronadas por una corona real. Los reyes de Gran Bretaña también gobernaron Hanóver entre 1714 y 1837; las armas de Hanóver representaban los blasones heráldicos de Brunswick, Luneburgo y Celle. Según el historiador de la Real Casa de la Moneda, Kevin Clancy, en su libro sobre la historia del soberano:
... un destino mucho más tradicional esperaba a los primeros medios soberanos emitidos en más de 200 años. Todos los poderes de exuberancia se habían agotado claramente en el diseño de la moneda más grande y lo que emergió a la circulación en septiembre de 1817 fue un escudo angular de las Armas Reales... asegurarse de que había un elemento fraccionario en la acuñación de oro demostró un pensamiento avanzado pero, al igual que su socio de mayor valor, encontró los primeros años de vida plagados de problemas.
El medio soberano, proclamado moneda de curso legal el 10 de octubre de 1817, se convirtió en la moneda de oro más pequeña en uso regular. Las primeras emisiones del medio soberano, que mostraban el busto de Jorge III (r. 1760-1820), se emitieron con las fechas de 1817, 1818 y 1820, sin ninguna fechada en 1819, un año en el que se acuñaron pocos soberanos. Se emitieron pocas monedas de oro en 1819 debido a una propuesta de que el oro debería ser retenido en el Banco de Inglaterra y solo emitido en lingotes valorados en 233 £, un plan que no tuvo éxito.

### 1820-1837
El primer tipo de medio soberano acuñado durante el reinado de Jorge IV (r. 1820-1830) presenta su retrato grabado por Pistrucci con una corona de laurel en el anverso y un escudo coronado y adornado de forma ornamental en el reverso, diseñado por Johann Baptist Merlen. Este reverso inicial, emitido en 1821, fue rápidamente retirado debido a su similitud en tamaño y apariencia con la moneda de seis peniques, lo que significaba que esta última podía ser dorada con más facilidad y hacerse pasar por un medio soberano.
La próxima vez que se acuñó el medio soberano, en 1823, presentaba una versión más sencilla del escudo en el reverso, diseñada por Merlen, y el retrato de Jorge realizado por Pistrucci. Esta versión también se acuñó en 1824 y 1825. El rey estaba insatisfecho con su representación, y el diseño del busto de Pistrucci fue reemplazado a partir de algunas monedas de 1825 por un grabado de Wyon, basado en una obra de Francisco Chantrey. Pistrucci se había negado a copiar la obra de Chantrey, y no tuvo más participación en el diseño de la moneda. Se hicieron cambios en el reverso, al que se le dio una versión más ornamentada del escudo, y esto se acuñó cada año hasta 1829. Los medios soberanos acuñados en 1829 probablemente estaban fechados en 1828, pero se conoce un medio soberano de 1829, en la colección del Museo Ashmoleano y una de varias monedas acuñadas por la Real Casa de la Moneda en 1891 a partir de los troqueles originales para proporcionar a la Biblioteca Bodleiana piezas para llenar huecos en su colección. El reverso de Jorge y el dragón desapareció del soberano después de 1825, para no volver a verse en él hasta 1871.
Los medios soberanos no se emitieron para circulación durante el reinado de Guillermo IV (r. 1830-1837) hasta 1834, aunque se emitieron monedas de prueba en 1831. También se emitieron en 1835, 1836 y 1837. El anverso presenta un busto descubierto de Guillermo IV, que fue grabado por Guillermo Wyon a partir de un modelo de Chantrey. El reverso es similar a las emisiones posteriores de Jorge IV, con un escudo coronado y un manto en el reverso que fue modelado y grabado por Jean Baptise Merlen. La emisión de 1834 tenía un diámetro reducido, 17,9 mm (la mayoría de los medios soberanos miden 19,4 mm de diámetro), aunque no se hizo ningún cambio en el peso o la finura. Es posible que el diámetro se redujera para que las herramientas y los troqueles para los cuatro peniques de Maundy pudieran usarse para estos. Los libros de contabilidad de la Casa de la Moneda de este reinado registran que se retiraron 60.000 £ o 120.000 medios soberanos fechados en 1834 debido a su similitud con las piezas de siete chelines o tercera guinea que se habían descontinuado. Se conocen algunos medios soberanos de 1836 y 1837 con un anverso ligeramente diferente, aparentemente tomado de los troqueles del anverso para la moneda de seis peniques. Esto pudo haber sido debido a un error de la Real Casa de la Moneda. Como era común falsificar una moneda de seis peniques dorándolo para hacerlo pasar por una media soberana, a partir del reinado de Guillermo, el seis peniques llevaba una declaración de su valor.